# Diradops bethunei
Diradops bethunei là một loài tò vò trong họ Ichneumonidae.